# Saint-Jean-de-Thurigneux

Saint-Jean-de-Thurigneux este o comună în departamentul Ain din estul Franței.